# Skoczów
Skoczów este un oraș în Polonia.